# Francisco Coloane
Pour les articles homonymes, voir Coloane.
Francisco Coloane est un écrivain chilien né le 19 juillet 1910 à Quemchi, sur l'île de Chiloé, et mort le 5 août 2002 à Santiago. Conteur et nouvelliste, son œuvre raconte la vie australe. Il est aussi membre de la génération de 38.
L'aire marine et côtière protégée Francisco Coloane, située dans la région de Magallanes et de l'Antarctique chilien, a été nommée en son honneur.

## Biographie
Francisco Coloane est né le 19 juillet 1910 à Quemchi, sur l'île de Chiloé, d'un père marin - chasseur de baleines puis capitaine de remorqueur - et d'une mère exploitante agricole.
En 1923, quelques années après la mort de son père (1919), il s'installe avec sa mère à Punta Arenas, à l'extrême sud du pays. Etudiant au séminaire Ancud, Coloane publie ses premiers écrits dans la presse régionale. Il arrête ses études à 16 ans, à la mort de sa mère.
Coloane multiplie alors les métiers: contremaître dans des élevages de moutons, matelot pour la Marine chilienne, prospecteur pétrolier, dessinateur de cartes, explorateur (il a notamment participé, en 1947, à la première expédition chilienne en Antarctique (en)). 
Ces différentes expériences marqueront son œuvre.

## Récompenses et reconnaissance

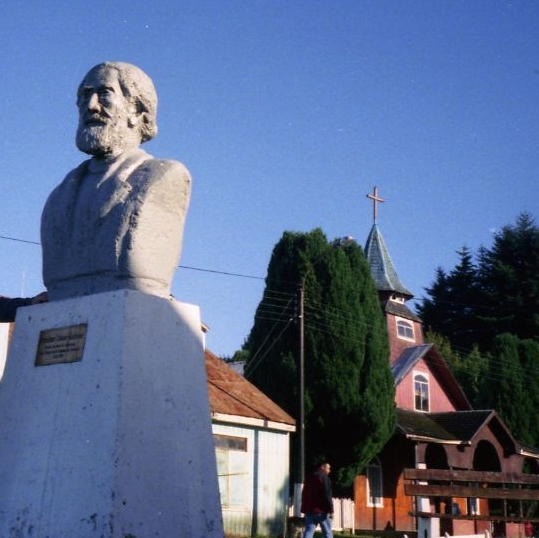
Buste de Francisco Coloane, sur la place de Quemchi.

- 1941 : prix du concours Zig-Zag (revue chilienne) pour Le dernier mousse.
- 1964 : prix national de Littérature (Chili).
- 1966 : élu Président de la Société des écrivains du Chili.
- 1980 : élu à l'Académie chilienne de la langue.
- 1997 : chevalier des arts et des lettres.

L'esprit d'aventure de l'œuvre de Coloane a amené certains critiques européens a le comparer à Melville, Verne ou Conrad, d'autres le considérant comme un Jack London d'Amérique du Sud.
Créée en 2003, l'aire marine et côtière protégée Francisco Coloane, située dans la région de Magallanes et de l'Antarctique chilienne a été nommée en son honneur.

## Œuvre

### Romans
- Los conquistadores de la Antártica (1945) Publié en français sous le titre Antartida, traduit par François Gaudry, Paris, Phébus, coll. « D'aujourd'hui. Étranger », 1999  (ISBN 2-85940-620-4) ; réédition, Paris, Points, coll. « Policier » no P2114, 2009  (ISBN 978-2-7578-1349-2) ; réédition, Paris, Phébus, coll. « Libretto » no 454, 2014  (ISBN 978-2-36914-117-4)
- El camino de la ballena (1962) Publié en français sous le titre Le Sillage de la baleine, traduit par François Gaudry, Paris, Phébus, coll. « D'aujourd'hui. Étranger », 1998  (ISBN 2-85940-528-3) ; réédition, Paris, Seuil, coll. « Points. Roman » no 739, 2000  (ISBN 2-02-037791-8) ; réédition, Paris, Phébus, coll. « Libretto » no 457, 2014  (ISBN 978-2-36914-120-4)
- Rastros del guanaco blanco (1980) Publié en français sous le titre El Guanaco, traduit par François Gaudry, Paris, Phébus, coll. « D'aujourd'hui. Étranger », 1995  (ISBN 2-85940-386-8) ; réédition, Paris, Seuil, coll. « Points. Roman » no 426, 1997  (ISBN 2-02-029911-9)

### Recueils de contes ou nouvelles
- Cabo de Hornos (1941), recueil de 14 nouvelles : Cabo de Hornos ; La voz del viento ; El témpano de Kanasaka ; El "Flamenco" ; El australiano ; El páramo ; Palo al medio ; El último contrabando ; El vellonero ; "Cururo" ; El suplicio de agua y luna ; Perros, caballos, hombres ; La venganza del mar ; La gallina de los huevos de luz Publié en français sous le titre Cap Horn, traduit par François Gaudry, Paris, Phébus, coll. « D'aujourd'hui. Étranger », 1994  (ISBN 2-85940-341-8) ; réédition, Paris, Seuil, coll. « Points » no 253, 1996  (ISBN 2-02-024550-7) ; réédition, Paris, Phébus, coll. « Libretto » no 195, 2005  (ISBN 2-7529-0081-3)
- Golfo de Penas (1945), recueil de 4 textes : Golfo de Penas ; Tierra de olvido ; Témpano sumergido ; La botella de caña Publié en français sous le titre Le Golfe des peines, traduit par François Gaudry, Paris, Phébus, coll. « D'aujourd'hui. Étranger », 1997  (ISBN 2-85940-479-1) ; réédition, Paris, Seuil, coll. « Points » no 601, 1999  (ISBN 2-02-033289-2) ; réédition, Paris, Phébus, coll. « Libretto » no 456, 2014  (ISBN 978-2-36914-119-8)
- Tierra del Fuego (1956), recueil de 8 nouvelles : Tierra del Fuego ; En el caballo de la aurora ; De cómo murió el chilote Otey ; Cinco marineros y un ataúd verde ; Rumbo a Puerto Edén ; Tierra de olvido ; Témpano sumergido ; La botella de caña Publié en français sous le titre Tierra del Fuego, traduit par François Gaudry, Paris, Phébus, coll. « D'aujourd'hui. Étranger », 1993  (ISBN 2-85940-306-X) ; réédition, Paris, Seuil, coll. « Points » no 148, 1995  (ISBN 2-02-022653-7) ; réédition, Paris, Phébus, coll. « Libretto » no 124, 2003  (ISBN 2-85940-874-6)
- El témpano de Kanasaka y otros cuentos (1968), recueil de 12 textes : Cabo de Hornos ; El témpano de Kanasaka ; El austrialano ; El último contrabando ; “Cururo” ; Perros, caballos, hombres ; La venganza del mar ; La gallina de los huevos de luz ; Golfo de Penas ; En el caballo de la aurora ; De cómo murió el chilote Otey ; La botella de caña
- El chilote Otey y otros relatos (1971), recueil de 10 textes : El chilote Otey ; La botella de caña ; Témpano sumergido ; Tierra del Fuego ; Cinco marineros y un ataúd verde ; Rumbo a Puerto Edén ; Golfo de Penas ; Cabo de Hornos ; El témpano de Kanasaka ; Tierra de olvido
- Cuentos completos (1999)

### Ouvrage de littérature d'enfance et de jeunesse
- El último grumete de la Baquedano (1941) Publié en français sous le titre Le Dernier Mousse, traduit par François Gaudry, Paris, Phébus, coll. « D'aujourd'hui. Étranger », 1996  (ISBN 2-85940-430-9) ; réédition, Paris, Seuil, coll. « Points. Roman » no 481, 1998  (ISBN 2-02-033290-6) ; réédition, Paris, Phébus, coll. « Libretto » no 455, 2014  (ISBN 978-2-36914-118-1)

### Théâtre
- La Tierra del Fuego se apaga (1945)

### Récits de voyage
- Viaje al Este (1958)
- Crónicas de la India (1983)
- Velero anclado (1995)
- Naufragios : reflexiones y ficciones (2002), recueil de récits de voyages réels et imaginaires Publié en français sous le titre Naufrages, traduit par François Gaudry, Paris, Phébus, coll. « D'aujourd'hui. Étranger », 2002  (ISBN 2-85940-823-1) ; réédition, Paris, Seuil, coll. « Points » no P2377, 2010  (ISBN 978-2-7578-1805-3) ; réédition, Paris, Phébus, coll. « Libretto » no 495, 2015  (ISBN 978-2-36914-182-2)

### Mémoires
- Los pasos del hombre (2000) Publié en français sous le titre Le Passant du bout du monde, traduit par François Gaudry, Paris, Phébus, coll. « D'aujourd'hui. Étranger », 2000  (ISBN 2-85940-653-0) ; réédition, Paris, Phébus, coll. « Libretto » no 107, 2002  (ISBN 2-85940-831-2)

### Entretiens
- Testimonios de Francisco Coloane (2003) Publié en français sous le titre Entretiens avec Francisco Coloane : souvenirs du bout du monde, traduit par Albert Bensoussan et Anne-Marie Casès, Rennes, Terre de brume, coll. « Caravelles », 2004  (ISBN 2-84362-224-7)
- Papeles recortados (2004)

## Adaptation au cinéma
- 2000 : Tierra del fuego, film chilien réalisé par Miguel Littin, sélectionné dans la section Un certain regard du Festival de Cannes 2000